# Bardaisan
Bardaisan (Bardesanes,Syrisch: ܒܪ ܕܝܨܢ, geboren ca. 154 - gestorven 222) was een christelijk leraar in Edessa. De naam Bardaisan heeft de betekenis van zoon van de Daisan, de naam van de rivier waar Edessa aan ligt. 
Bardaisan kan zowel als filosoof, astroloog en wetenschapper benoemd worden. Hij was daarnaast een zeer productief schrijver. Hij moet veel verhandelingen en hymnes hebben geschreven. Geen daarvan is in de oorspronkelijke versie bewaard gebleven. Het zijn werken die alleen bekend zijn omdat er door latere auteurs − vaak uitvoerig – over geschreven en uit geciteerd werd. Er is slechts een werk met als titel Over het Lot dat bewaard is gebleven. Het is feitelijk geschreven door een leerling van Bardaisan in de vorm van een dialoog tussen Bardaisan en een andere leerling.
Bardaisan beschouwde zichzelf als een christen en ook zijn volgelingen deden dat. De filosofische en kosmologische  opvattingen van Bardaisan waren echter voor het grootste deel ontleend aan niet-christelijke Grieks-Romeinse denkbeelden die werden voorzien van een dunne christelijke laag. Bardaisan heeft wel een aanzienlijke invloed gehad op andere christelijke auteurs. De door Bardaisan gestichte beweging bleef tot in de vijfde eeuw een belangrijke factor in met name het Syrische christendom. 

## Edessa
Edessa was in de periode van Bardaisan nog overwegend een niet-christelijke stad. De wel aanwezige christenen waren net zoals elders verdeeld in een aantal groeperingen die weinig onderling contact hadden en die zeer pluriforme theologische en kosmologische opvattingen konden hebben. Sommige stonden dichter bij het jodendom dan andere. Er waren ook christelijke groepen die onder de invloed van leraren als Marcion en Tatianus het christendom trachtte te ontdoen van de joodse wortels waar het uit was ontstaan. Bardaisan was in ieder geval een opponent van Marcion. In Over het Lot gaat Bardaisan expliciet uit van God als de Ene en de Goede en verwerpt daarmee de opvatting van Marcion inzake het bestaan van twee goden.  
De opvattingen van Bardaisan over christendom hadden echter ook nauwelijks relatie met het jodendom of het vroegchristelijk jodendom. Die opvattingen hadden meer relatie met filosofische systemen als het stoïcisme en het middenplatonisme

## Levensloop
Bardaisan werd geboren in een aristocratische familie die waarschijnlijk niet christelijk was. In verschillende bronnen wordt hij benoemd als zowel Parthisch,  Armeniër, Syriër en Mesopotamiër. Hij bracht een aanzienlijk deel van zijn leven door aan het hof van Abgar VIII ( 179-214) die over het semi-autonome Osroene regeerde. De historicus Sextus Julius Africanus die Bardaisan ontmoette schreef over zijn vaardigheden als boogschutter en roemde zijn vermogen om filosofische, religieuze en etnografische verhandelingen te schrijven. Bardaisan was zowel bekend met het platonisme als met de filosofische tradities van het brahmanisme.
In sommige bronnen wordt vermeld dat Bardaisan een zoon had met de naam Harmonius die na zijn overlijden zijn opvattingen verder verspreidde. Bardaisan had, anders dan Tatianus, geen opvattingen die tot ascese konden leiden. Efrem de Syriër schreef op verontwaardigde toon over de positieve houding van Bardaisan ten opzichte van de beleving van seksualiteit die  als een vorm van reiniging het effect van zonde, in het bijzonder bij vrouwen, zou verminderen. Efrem vermeldt ook de vele hymnes en gedichten die Bardaisan zou hebben geschreven. Er zijn enkele auteurs op het vakgebied die Bardaisan als de auteur van de Oden van Salomo en het Lied van de parel zien. Die opvatting is echter wel omstreden. 
Het is onbekend op welk tijdstip en waarom Bardaisan koos voor het christendom. Over zijn carrière bestaan meerdere opvattingen. Volgens Eusebius en Didymus de Blinde sloot Bardaisan zich aan bij het  valentinianisme, in de Romeinse oudheid de meest verbreide en invloedrijke stroming binnen de gnostiek. Die zou hij later verlaten hebben om priester in de orthodoxe kerk te worden. Latere geschiedschrijvers als Theodore Bar Konai draaien die volgorde  om. Bardaisan was eerst priester in de orthodoxe kerk. Uit onvrede dat hij geen bisschopsambt verwierf zou hij die kerk verlaten hebben en zijn overgegaan tot het valentinianisme. 
Over de laatste periode van zijn leven is weinig bekend. In 216 maakte de Romeinse keizer Caracalla een einde aan de relatieve autonomie van Edessa. Gedurende de daarop volgende vervolging van christenen werd Bardaisan verbannen of week zelf uit naar Ani in Armenië. Hij moet daar de rest van zijn leven hebben doorgebracht.  

## Over het Lot
Een belangrijke bron van kennis over de opvattingen van Bardaisan is het werk  Over het Lot, beter bekend onder de titel Het Boek over de Wetten van Landen. In de tekst wordt vermeld dat het geschreven is door een leerling van hem met de naam Philippus. Het heeft de vorm van een dialoog tussen Bardaisan en een andere leerling met de naam Awida. Het eerste deel van het werk (ongeveer twee derde deel van het geheel) behandelt filosofische kwesties over het lot, de vrije wil, goed en kwaad, morele verantwoordelijkheid en determinisme. Bardaisan is hierin van opvatting dat de natuur, het lot en de sterren en de planeten een rol spelen in het verloop van ons leven, hoewel mensen uiteindelijk zelf verantwoordelijk zijn voor hun acties. 
In het tweede deel wordt betoogd dat astrologische tekenen geen macht over mensen hebben. Volgens Bardaisan is dat helder omdat mensen in verschillende landen hun in dat land gebruikelijke gewoonten, wetten, hanteren waarbij het niet uitmaakt welk teken van de dierenriem  de  ascendant was toen zij geboren werden. De gewoonten van de mensen zijn dus sterker dan de astrologische krachten. “Overal en iedere dag worden mensen geboren met een verschillende horoscoop,maar de gewoonten (wetten) van mensen zijn sterker”.  Nergens wordt echter een zekere macht van de planeten geheel ontkend. Er wordt eerder gewezen op de beperkingen van die macht en het uiteindelijk dominant zijn van de eigen verantwoordelijkheid van mensen. 
Om dit punt te verduidelijken vertelt Bardaisan over een aantal gebruiken in ongeveer twaalf gebieden. De meeste uit de omgeving van Edessa of ten oosten daarvan, zoals India. Er wordt echter ook iets verteld over Engeland, het land van de Germanen en het fictieve land van de Amazonen. Over India meldt hij de gewoonte van de weduweverbranding. Andere beschreven gewoonten berusten op onjuiste legendes, zoals dat alle Germanen overlijden door wurging. Op basis van dit werk en opmerkingen over Bardaisan  bij latere auteurs is het mogelijk in ieder geval een deel van zijn opvattingen te construeren.

## Theologische en kosmologische opvattingen
Bardaisan beschouwde zichzelf als een christen en ook zijn volgelingen deden dat. De filosofische opvattingen van Bardaisan waren voor het grootste deel ontleend niet-christelijke Grieks-Romeinse denkbeelden die werden voorzien van een dunne christelijke laag. Het christendom in Edessa was tijdens het leven van Bardaisan nog zeer pluriform van aard en waren geen criteria op grond waarvan men in staat zou zijn duidelijk onderscheid tussen zogenaamd heidense en zogenaamd christelijke kosmologie te maken. Het feit dat pas bij latere auteurs over Bardaisan wordt opgemerkt dat hij geen christelijke kosmologie had heeft te maken met het feit dat in zijn periode die zich in Edessa nog niet had ontwikkeld.  
Het verhaal van de schepping in Genesis moet voor Bardaisandan ook geen bevredigend wetenschappelijk model voor protologie gegeven hebben. Voor Bardaisan was materie van een pre-existente aard. God creëerde de materie niet, maar had alleen een rol in het ordenen daarvan. Een van de teksten waarop Bardaisan zich wel baseerde was Timaeus van Plato. Hij nam daaruit over dat de kosmos gecreëerd was uit de pre-existente materie door een entiteit te vergelijken met de demiurg. Deze creëerde ook de zeven planeten. Bij de schepping van de wereld verkregen deze planeten hun vaste banen. Ieder van de planeten kreeg een rol in het besturen van de kosmos. Het is een opvatting die in de tweede eeuw in veel andere werken voorkomt zowel bij de stoïcijnen, christenen en in het middenplatonisme.  
De opvatting over God verwoordde Bardaisan in termen die ontleend waren aan het stoïcisme en de middenplatonisten. God was een entiteit identiek met de hypostase het Goede. Hoewel God Almachtig en Goed was, had hij de schepping van de wereld en het bestuur daarover gedelegeerd aan de zeven planetaire entiteiten. Ook dat is een opvatting die voorkomt in de Timaeus. Min of meer dezelfde opvatting komt voor in de christelijke kosmologie van enkele van de Nag Hammadigeschriften zoals Oorsprong van de Wereld. De opvatting geeft ruimte voor de notie dat het aanwezig zijn van zonde, onrecht en  menselijk tekort op de wereld niet kan worden toegeschreven aan God. 
In Over het Lot  komt Jezus Christus of welke andere figuur van een verlosser niet voor. Latere auteurs melden verschillende opvattingen van Bardaisan daarover.  Over een eventuele christologie van Bardaisan is eigenlijk nauwelijks iets bekend. 
Alle bronnen zijn het wel eens dat Bardaisan de lichamelijke opstanding verwierp. Die notie was in het Griekse filosofische denken ook ondenkbaar. Bardaisan zag de opstanding als een manifestatie van een geestelijk lichaam. Ook die opvatting kwam in het christendom van de tweede eeuw wel meer voor, onder meer bij Valentinus. De Geest en de Ziel zouden na de dood verlost zijn van de ketenen van het lichaam en opstijgen om zich te verenigen met de bron van hun oorspronkelijke herkomst in het bruidsvertrek van het licht. Die opvatting heeft grote overeenkomsten met het bruidsvertrek zoals genoemd in het Evangelie van Filippus en de Dialoog van de Verlosser. In het valentinianisme is het bruidsvertrek het laatste element van een initiatieritueel en symboliseert de vereniging van een gedoopte met de Heilige Geest. Het kan ook symbool staan voor de vereniging van de gnosticus die de gnosis heeft ontvangen met zijn/haar hemelse paargenoot in een hemels bruidsvertrek.

## Na het overlijden van Bardaisan
De christelijke gemeenschap in Edessa en ook de meesten van de groep aanhangers van Bardaisan wisten de vervolgingen van 216 te overleven. Twee eeuwen later vormden die aanhangers van zijn opvattingen nog een aanzienlijk deel van de bevolking van Edessa. Iets later in de vijfde eeuw trachtte de bisschop Rabbula van Edessa alle vormen van heidendom en heterodox christendom in Edessa uit te roeien. Rabbula beval de gedwongen bekering van hen tot het orthodoxe christendom en vernietigde alle gebedshuizen waar aanhangers van Bardaisan samenkwamen. Een aantal daarvan was al eerder overgegaan tot het manicheïsme.  

## Invloed op Mani
In de literatuur wordt Bardaisan vaak een invloed toegeschreven op Mani, de grondlegger van het manicheïsme. Beiden kwamen ook uit dezelfde Partisch-Iraanse cultuur en waren van aristocratische afkomst. Er waren aanzienlijke verschillen in opvatting tussen hen. Er zijn ook geschriften van Mani bekend, waarin hij hevig tegen Bardaisan polemiseert. Een van die werken gaf Mani dezelfde titel als een werk van Bardaisan, Over de mysteries.  
Waarschijnlijk is de invloed op het manicheïsme pas na het overlijden van Bardaisan door zijn eerste  aanhangers tot stand gebracht. Voor Bardaisan was de materie pre-existent. In de Oudheid werd die materie meestal opgedeeld in water, vuur , wind en licht. Nergens noemt Bardaisan zelf duisternis als een kwade macht. Zijn aanhangers radicaliseerden de opvatting van Bardaisan en benoemden de duisternis als een negatieve macht. Daarmee introduceerden zij net als in het manicheïsme een dualiteit van twee ongeschapen krachten, de Duisternis en het Licht. Latere  Arabische auteurs benoemden het bardaisanisme net als het manicheïsme ook altijd als een dualistische leer.    